# Списак имена хебрејског порекла
|  |  |  |  |  |  |  |  |  |  |  |  |  |  |  |  |  |  |  |  |  |  |  |  |  |  |  |  |  |  |

### А
| Име    | Изворно         | Значење                    |
| ------ | --------------- | -------------------------- |
| Аврам  | אֲבִירָם (Аврахам) | узвишени (Бог) отац народа |
| Авакум | חֲבַקּוּק           | љубав Божија               |
| Авда   | abda            | роб, слуга                 |
| Ада    | עֲדִי (Ади)       | украшена                   |
| Адам   | אָדָם (Адам)      | човек, мушкарац            |
| Ана    | חַנָּה хеб. Хана   | милост, захвалност         |

### Г
| Име     | Изворно          | Значење                          |
| ------- | ---------------- | -------------------------------- |
| Гаврило | גַבְרִיאֵל (Гавриел) | Бог је моја моћ, Бог ми је помоћ |

### Д
| Име            | Изворно        | Значење          |
| -------------- | -------------- | ---------------- |
| Давид          | דָוִד (Давид)    | вољен, љубљен    |
| Данило,Данијел | דָנִיֵּאל (Даниел) | Бог ми је судија |

### Е
| Име     | Изворно          | Значење       |
| ------- | ---------------- | ------------- |
| Емануил | עמָנואל (Емануел) | Бог је с нама |

### З
| Име      | Изворно          | Значење       |
| -------- | ---------------- | ------------- |
| Захарије | זְכַרְיָה (Захарија) | Бог се помиње |

### И
| Име   | Изворно         | Значење           |
| ----- | --------------- | ----------------- |
| Илија | אֱלִיָהוּ (Елијаху) | Господ је мој Бог |
| Исак  | יִצְחָק (Јицхак)   | засмејати се      |

### Ј
| Име        | Изворно            | Значење                                                      |
| ---------- | ------------------ | ------------------------------------------------------------ |
| Јаков      | יַעֲקֹב (Јаков)       | пратилац или пета                                            |
| Јеврем     | אֶפְרַיִם (Ефрајим)    | плодан                                                       |
| Јелисавета | אֱלִישֶׁבַע (Елишева)   | Бог је моја заклетва, Богу се клањам, Бог је на ово присегао |
| Јеремија   | יִרְמְיָהוּ (Јирмијаху) | уздизати, бацати                                             |
| Јоаким     | ueho-uaqim         | Бог је поставио, Бог је утврдио                              |
| Јован      | יוֹחָנָן (Јоханан)    | Бог је милосрдан                                             |
| Јосиф      | יוֹסֵף (Јосеф)       | он (Бог) умножава, он (Бог) додаје, повећава                 |

### Л
| Име   | Изворно        | Значење      |
| ----- | -------------- | ------------ |
| Лазар | אֶלְעָזָר (Елазар) | Бог је помоћ |

### М
| Име     | Изворно        | Значење                    |
| ------- | -------------- | -------------------------- |
| Мирјам  | מִרְיָם (Мирјам)  | вољена, љубљена, жељена    |
| Михаило | מיכאל (Михаел) | једнак Богу, ко је као Бог |

### Н
| Име    | Изворно          | Значење                    |
| ------ | ---------------- | -------------------------- |
| Натан  | נָתָן              | дар, поклон                |
| Наум   | נַחוּם (Нахум)     | утешитељ                   |
| Немија | נְחֶמְיָה (Нехемија) | оснажен, смирен... од Бога |
| Наоми  | נָעֳמִי (Nā'ŏmī)    | пријатна                   |

### Р
| Име     | Изворно       | Значење       |
| ------- | ------------- | ------------- |
| Рафаило | רְפָאֵל (Рафаел) | Бог исцелитељ |

### С
| Име       | Изворно       | Значење                             |
| --------- | ------------- | ----------------------------------- |
| Сава,Саво | שַׂבְּא (Сава)    | старац, деда, Ааронов син           |
| Сара      | שָׂרָה (Сара)    | племкиња, принцеза                  |
| Самуило   | שְׁמוּאֵל (Шмуел) | од Бога услишен, Бог је чуо         |
| Сарита    | שָׂרִית (Сарит)  | највиша, истакнута, чувена, позната |
| Серафим   | שׂרף (Сераф)   | горећи, пламтећи                    |

### Т
| Име    | Изворно     | Значење      |
| ------ | ----------- | ------------ |
| Тамара | תָּמָר (Тамар) | палма, урма  |
| Тома   | תֹּמֶר (Томер) | палмино дрво |

### Х
| Име  | Изворно    | Значење            |
| ---- | ---------- | ------------------ |
| Хана | חַנָּה (Хана) | милост, захвалност |